# Sloup Nejsvětější Trojice (Vídeň)
Sloup Nejsvětější Trojice ve Vídni (německy Dreifaltigkeitssäule) či Vídeňský morový sloup (Wiener Pestsäule) je barokní morový sloup postavený během let 1687–1693 v ulici na Příkopě (Graben) v centru rakouské metropole. Sloup byl vztyčen ke slávě trojjediného Boha, kvůli tomuto sloupu vznikla v celé habsburské monarchii velmi silná tradice trojičních sloupů. Postavit ho nechal po morové epidemii roku 1679 císař Leopold I.

## Historie

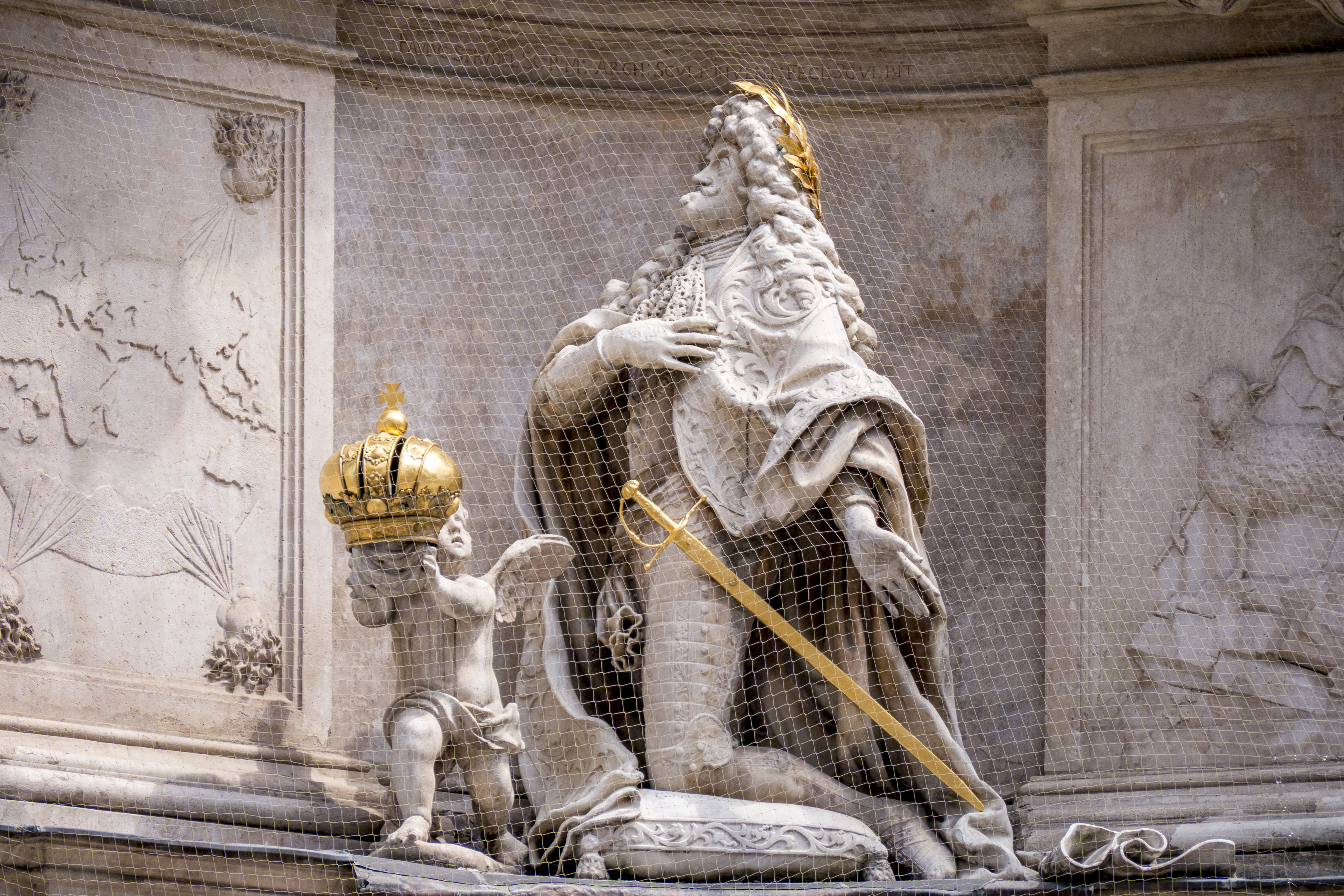
Klečící císař Leopold I.

Když císař Leopold I. v roce 1679 kvůli propukající morové epidemii opouštěl Vídeň, slíbil, že po jejím skončení postaví morový sloup. Zpočátku byl zřízen provizorní sloup dřevěný. Dne 30. července 1687 pak císař položil základní kámen k současnému sloupu. Sám také nesl náklady na jeho stavbu. Na návrhu sloupu se podíleli Johann Bernhard Fischer z Erlachu a divadelní výtvarník Lodovico Ottavio Burnacini. Stavbu sloupu řídil sochař Paul Strudel a se sochařskými pracemi mu pomáhali Tobias Kracker und Johann Bendel. Sloup byl vysvěcen 29. října 1693, v roce desátého výročí odražení Turků od Vídně. Zcela dokončen byl však až následujícího roku.
Zasvěcení Nejsvětější Trojici možná souvisí právě s tureckou hrozbou. Zatímco v předchozím období se preferovaly mariánské sloupy namířené proti reformaci (protestanti totiž odmítají mariánskou úctu), trojiční sloup vyjadřující trojjedinost Boží se naopak mohl vymezovat proti přísnému monoteismu, jak jej hlásá islám.